# Persepolis (roman)
Persepolis este un roman grafic, publicat de scriitoarea iraniană Marjane Satrapi. Primul volum a fost publicat în 2000 și al doilea în 2004. Persepolis este autobioagrafia alb-negru a lui Marjane Satrapi, traversând granițele dintre culturi cu luciditate și simțul umorului. Este revizitarea, la persoana întâi, a copilăriei pe care Marjane Satrapi și-a petrecut-o la Teheran, într-o familie cu convingeri de stânga, implicată în mișcări politice încă de dinainte de Revoluția Iraniană. Urmează, repovestit prin prisma propriei experiențe, conflictul dintre Irak și Iran, anii petrecuți la liceu în Viena revenirea în Iran și plecarea definitivă în Franța, toate episoadele alcătuind, puse cap la cap, un bildungsroman. Vălul care acoperă, de regulă, sensibilele chestiuni legate de politică, religie și istorie se ridică în cartea autoarei stabilite în Franța pentru a face loc multor nuanțe de gri camuflate în imagini exclusiv alb/negru. Dincolo de privirea de insider pe care o aruncă în „măruntaiele" unei lumi conflictuale, Persepolis (de)construiește în cele aproape 400 de pagini o altă dimensiune familiarizată cu tabuul: condiția femeii în lumea islamică. Fără să cadă în păcatul tezismului, Satrapi găsește fomula perfectă între episoadele dramatice, umorul (de cele mai multe ori negru) și analiza socială, fără să neglijeze ritmul poveștii. .
Inclus în toate listele de „lecturi obligatorii" când vine vorba de romane grafice, Persepolis s-a vândut în peste două milioane de exemplare și a fost de mai multe ori premiată la prestigiosul Festival de Benzi Desenate de la Angoulême (Franța), iar în Spania a fost recompensată pentru mesajul antifundamentalist. Transformată într-un lungmetraj de animație, ai cărui coregizori au fost chiar Satrapi și artistul Vincent Paronnaud, Persepolis a primit în 2007 Premiul Juriului la Cannes, fiind nominalizat și la Oscaruri.
A fost tradus în numeroase limbi și s-a vândut în milioane de exemplare în toată lumea.